# 草間彌生美術館
草間彌生美術館（くさまやよいびじゅつかん）は、東京都新宿区弁天町にある美術館。一般財団法人草間彌生記念芸術財団が運営する。2017年10月1日に開館した。芸術家である草間彌生による作品を展示している。
地上5階、地下1階構造。久米設計によって設計され、2014年に竣工、2017年10月に開業した。草間による作品を600点ほど展示しており、建物内の4階には体験型インスタレーション作品『無限の彼方へかぼちゃは愛を叫んでゆく』が設置されている。